# 渡部恵子
渡部 恵子（わたなべ けいこ、1987年3月29日 - ）は、日本の女性声優。埼玉県出身。フリー。

## 略歴
日本ナレーション演技研究所卒業。
平日は大学生活とアルバイトに勤しみ、土曜日をレッスンの日に当て、レッスン前にはクラスメイトと共に公園で事前練習を行っていた。また、日曜日には大学の課題をこなし、通学や帰宅の移動時間を活用して台本を覚えるなどしていた。さらに、日ナレの体験レッスンやレッスン見学にも積極的に参加していたという。
2019年11月30日まではクレイジーボックスに所属していた。その後はフリーとなる。
2022年3月に個人名義としては初の楽曲「ALIVE」を配信リリースした。

## 人物
趣味・特技は裁縫、映画鑑賞、競技かるた、華道をそれぞれ挙げている。

## 出演
太字はメインキャラクター。

### テレビアニメ
2008年
- true tears（美紀子、一般生徒A、一般生徒F、女子生徒A、女子生徒B、麦端バスケ部10番）
- xxxHOLiC◆継（女生徒）

2009年
- DARKER THAN BLACK -流星の双子-（少女A）

2012年
- ジョジョの奇妙な冒険（女）

2015年
- 浦和の調ちゃん（大谷場南）

2017年
- セントールの悩み（教師、宮古、碧子、小島直、カナ）

2018年
- メルヘン・メドヘン（女性、女生徒、白銀先生）

2019年
- ライフル・イズ・ビューティフル（2019年 - 2020年、小々森真帆）

2020年
- マギアレコード 魔法少女まどか☆マギカ外伝（噂話の声）
- うまよん（ナリタタイシン）

2021年
- ウマ娘 プリティーダービー Season 2（ナリタタイシン）
- 最果てのパラディン（2021年 - 2023年、アンナ） - 2シリーズ

2022年
- 終末のハーレム（片桐麗亜）
- 勇者、辞めます（悪魔の吟遊詩人）
- むさしの!（大谷場南）
- シャインポスト（ミク、Virtual Qtuber）

2023年
- 解雇された暗黒兵士（30代）のスローなセカンドライフ（エリーカ、ヴェスパー、グラン）
- 幻日のヨハネ -SUNSHINE in the MIRROR-（ラン）
- アイドルマスター ミリオンライブ!（周防桃子）
- でこぼこ魔女の親子事情（イモコ）

2024年
- 神は遊戯に飢えている。（使徒）
- 魔王軍最強の魔術師は人間だった（使用人）

2025年
- 日本へようこそエルフさん。（幼少期の一廣 / 少年一廣）
- 華Doll*-Reinterpretation of Flowering-（Antholic A、来客、試験官、ファン）
- ある魔女が死ぬまで（女性キャスター）

### OVA
- ウマ娘 プリティーダービー BNWの誓い（2018年、ナリタタイシン）

### Webアニメ
- うまゆる（2022年、ナリタタイシン）

### ゲーム
2013年
- アイドルマスター ミリオンライブ!（2013年 - 2017年、周防桃子）
- わグルま!（ドミニオン）

2015年
- 姫王と最後の騎士団

2016年
- アルテイルクロニクル（トーラ、メリィ・メア、ディオンドラ）

2017年
- エアリアルレジェンズ（霜月サヤ〈純白の氷姫〉 他）
- アイドルマスター ミリオンライブ! シアターデイズ（2017年 - 2024年、周防桃子）
- プリンセス・プリンシパル GAME OF MISSON（17号）

2018年
- LOST TRIGGER（ミラクル）

2021年
- ウマ娘 プリティーダービー（2021年 - 2024年、ナリタタイシン）
- 城とドラゴン（ホワドラガール）

2022年
- アイドルマスター ポップリンクス（周防桃子）

### 吹き替え
- 怪しい伝説〈ディスカバリーチャンネル〉
- 超ゲーマー伝説ぼくらの裏ワザ青春白書(ゾーイ)
- 花より男子

### デジタルコミック
- PとJK（2017年、小森ふみ）

### ドラマCD
- TVアニメ「true tears」ドラマCD（2008年、ケイ、桜子）
- アイドルマスター ミリオンライブ！ シリーズ（2014年 - 、周防桃子〈ピーチ / モニカ / モモ〉）
- 悪役令嬢ですが攻略対象の様子が異常すぎる（2023年、養護教員）

### 映像商品
- THE IDOLM@STER MILLION LIVE! 3rdLIVE TOUR BELIEVE MY DRE@M!! LIVE Blu-ray （2016年）[33][34]
- THE IDOLM@STER MILLION LIVE! 4thLIVE TH@NK YOU for SMILE! LIVE Blu-ray DAY3（2018年）[35]
- THE IDOLM@STER 765 MILLIONSTARS HOTCHPOTCH FESTIV@L!! LIVE Blu-ray DAY2（2018年）[36][37]
- THE IDOLM@STER MILLION LIVE! 5thLIVE BRAND NEW PERFORM@NCE!!! LIVE Blu-ray DAY1（2019年）[38]
- THE IDOLM@STER MILLION LIVE! 6thLIVE TOUR UNI-ON@IR!!!! LIVE Blu-ray（2020年）[39][40]
- バンダイナムコエンターテインメントフェスティバル 2days LIVE Blu-ray（2020年、アイドルマスター 765ミリオンスターズとして出演）[41]
- THE IDOLM@STER MILLION LIVE! 7thLIVE Q@MP FLYER!!! Reburn LIVE Blu-ray DAY1（2022年）[42][43][44]
- ウマ娘 プリティーダービー 3rd EVENT　WINNING DREAM STAGE Blu-ray（2022年）[45]
- THE IDOLM＠STER MILLION LIVE! 8thLIVE Twelw@ve　LIVE Blu-ray DAY1（2022年）[46][47]
- THE IDOLM@STER M@STERS OF IDOL WORLD!!!!! 2023 Blu-ray PERFECT BOX!!!!!（2023年）[48]
- THE IDOLM@STER MILLION LIVE! 9thLIVE ChoruSp@rkle!! LIVE Blu-ray DAY1（2024年）[49][50]

### ナレーション
- 世界の村で発見!こんなところに日本人（2013年、朝日放送）
- パンサーが体験!ツール・ド・東北（2015年、東北放送)
- テリー伊藤と訳あり女（2016年11月 - 、MONDO TV）
- 肉が焼ける（2017年、FMS）[51]
- DAMチャンネルTV（2017年 - 2018年）

### 舞台
- シャークエンド（2019年7月20日・21日、渋谷シダックスカルチャーホール） - ディアナ 役（20日） / ケイト 役（21日）[52]
- ことだま屋本舗「EXステージ×コミックファイア」『聖剣士さまの魔剣ちゃん 〜孤独で健気な魔剣の主になったので全力で愛でていこうと思います〜』（2021年3月6日） - リーシュ 役

### パチンコ・パチスロ
- Pフィーバー アイドルマスター ミリオンライブ!（2021年、周防桃子[53]）
- パチスロ アイドルマスター ミリオンライブ!（2021年、周防桃子[54]）

### その他
- 耳もとハートビート by渡部恵子（2021年、渡部恵子の心音（心臓の鼓動）を録音[55]）
- 創彩少女庭園（2023年 -、薬師寺久遠 役[56]）

## ディスコグラフィ

### 配信シングル
|     | 発売日        | タイトル |
| --- | ------------- | -------- |
| 1st | 2022年3月29日 | ALIVE    |

### キャラクターソング
| 発売日   | 商品名                                                                                         | 歌 | 楽曲                                                                                              | 備考                                                                   |
| 2013年   | 2013年                                                                                         | 2013年 | 2013年                                                                                            | 2013年                                                                 |
| -------- | ---------------------------------------------------------------------------------------------- | --- | ------------------------------------------------------------------------------------------------- | ---------------------------------------------------------------------- |
| 4月24日  | THE IDOLM@STER LIVE THE@TER PERFORMANCE 01 Thank You!                                          | 765 MILLIONSTARS | 「Thank You!」                                                                                    | ゲーム『アイドルマスター ミリオンライブ！』テーマソング                |
| 4月24日  | THE IDOLM@STER LIVE THE@TER PERFORMANCE 01 Thank You!                                          | 765THEATER ALLSTARS | 「Thank You!」                                                                                    | ゲーム『アイドルマスター ミリオンライブ！』テーマソング                |
| 2014年   |                                                                                                | |                                                                                                   |                                                                        |
| 3月26日  | THE IDOLM@STER LIVE THE@TER PERFORMANCE 12                                                     | 周防桃子（渡部恵子） | 「デコレーション・ドリ〜ミンッ♪」                                                                 | ゲーム『アイドルマスター ミリオンライブ！』関連曲                      |
| 3月26日  | THE IDOLM@STER LIVE THE@TER PERFORMANCE 12                                                     | 萩原雪歩（浅倉杏美）、周防桃子（渡部恵子）、二階堂千鶴（野村香菜子）、ロコ（中村温姫） | 「ココロがかえる場所」                                                                            | ゲーム『アイドルマスター ミリオンライブ！』関連曲                      |
| 11月26日 | THE IDOLM@STER LIVE THE@TER HARMONY 05                                                         | リコッタ | 「HOME, SWEET FRIENDSHIP」 「Welcome!!」                                                          | ゲーム『アイドルマスター ミリオンライブ！』関連曲                      |
| 11月26日 | THE IDOLM@STER LIVE THE@TER HARMONY 05                                                         | 周防桃子（渡部恵子） | 「MY STYLE! OUR STYLE!!!!」                                                                       | ゲーム『アイドルマスター ミリオンライブ！』関連曲                      |
| 2015年   |                                                                                                | |                                                                                                   |                                                                        |
| 9月30日  | THE IDOLM@STER LIVE THE@TER DREAMERS 01 Dreaming!                                              | 765 MILLIONSTARS | 「Welcome!!」                                                                                     | ゲーム『アイドルマスター ミリオンライブ！』関連曲                      |
| 10月28日 | THE IDOLM@STER LIVE THE@TER DREAMERS 03                                                        | 如月千早（今井麻美）、周防桃子（渡部恵子）、徳川まつり（諏訪彩花）、二階堂千鶴（野村香菜子）、萩原雪歩（浅倉杏美）、箱崎星梨花（麻倉もも）、馬場このみ（高橋未奈美）、真壁瑞希（阿部里果）、宮尾美也（桐谷蝶々）、最上静香（田所あずさ） | 「Dreaming!」                                                                                     | ゲーム『アイドルマスター ミリオンライブ！』関連曲                      |
| 10月28日 | THE IDOLM@STER LIVE THE@TER DREAMERS 03                                                        | 周防桃子（渡部恵子）、真壁瑞希（阿部里果） | 「Cut. Cut. Cut.」                                                                                | ゲーム『アイドルマスター ミリオンライブ！』関連曲                      |
| 2016年   |                                                                                                | |                                                                                                   |                                                                        |
| 1月30日  | THE IDOLM@STER LIVE THE@TER SOLO COLLECTION Vo.03 Visual Edition                               | 周防桃子（渡部恵子） | 「ココロがかえる場所」                                                                            | ゲーム『アイドルマスター ミリオンライブ！』関連曲                      |
| 10月12日 | THE IDOLM@STER THE@TER ACTIVITIES 02                                                           | ジュリア（愛美）、周防桃子（渡部恵子）、大神環（稲川英里）、木下ひなた（田村奈央）、福田のり子（浜崎奈々） | 「俠気乱舞」 「DIAMOND DAYS」                                                                     | ゲーム『アイドルマスター ミリオンライブ！』関連曲                      |
| 12月12日 | アイドルマスター ミリオンライブ！ 第5巻 特別版 オリジナルCD                                    | 真壁瑞希（阿部里果）、所恵美（藤井ゆきよ）、宮尾美也（桐谷蝶々）、周防桃子（渡部恵子）、徳川まつり（諏訪彩花） | 「私はアイドル♡」                                                                                 | 漫画『アイドルマスター ミリオンライブ！』関連曲                        |
| 2017年   |                                                                                                | |                                                                                                   |                                                                        |
| 2月15日  | THE IDOLM@STER LIVE THE@TER FORWARD 03 Starlight Melody                                        | ジェミニ | 「永遠の花」                                                                                      | ゲーム『アイドルマスター ミリオンライブ！』関連曲                      |
| 2月15日  | THE IDOLM@STER LIVE THE@TER FORWARD 03 Starlight Melody                                        | Starlight Melody | 「Starry Melody」                                                                                 | ゲーム『アイドルマスター ミリオンライブ！』関連曲                      |
| 3月9日   | THE IDOLM@STER LIVE THE@TER SOLO COLLECTION 04 Starlight Theater                               | 周防桃子（渡部恵子） | 「Cut. Cut. Cut.」                                                                                | ゲーム『アイドルマスター ミリオンライブ！』関連曲                      |
| 7月26日  | THE IDOLM@STER MILLION THE@TER GENERATION 01 Brand New Theater!                                | 765 MILLION ALLSTARS | 「Brand New Theater!」                                                                            | ゲーム『アイドルマスター ミリオンライブ！ シアターデイズ』テーマソング |
| 7月26日  | THE IDOLM@STER MILLION THE@TER GENERATION 01 Brand New Theater!                                | 765 MILLION ALLSTARS | 「Dreaming!」                                                                                     | ゲーム『アイドルマスター ミリオンライブ！ シアターデイズ』関連曲       |
| 8月23日  | THE IDOLM@STER MILLION LIVE! M@STER SPARKLE 01                                                 | 周防桃子（渡部恵子） | 「ローリング△さんかく」                                                                           | ゲーム『アイドルマスター ミリオンライブ！ シアターデイズ』関連曲       |
| 11月22日 | THE IDOLM@STER MILLION THE@TER GENERATION 02 フェアリースターズ                                | フェアリースターズ | 「Brand New Theater!」                                                                            | ゲーム『アイドルマスター ミリオンライブ！ シアターデイズ』関連曲       |
| 2018年   |                                                                                                | |                                                                                                   |                                                                        |
| 4月4日   | THE IDOLM@STER MILLION LIVE! M@STER SPARKLE 08                                                 | 765 MILLION ALLSTARS | 「Brand New Theater!」                                                                            | ゲーム『アイドルマスター ミリオンライブ！ シアターデイズ』関連曲       |
| 5月16日  | ウマ娘 プリティーダービー STARTING GATE 11                                                     | ウイニングチケット（渡部優衣）、ナリタタイシン（渡部恵子）、ビワハヤヒデ（近藤唯） | 「うまぴょい伝説」 「春空BLUE」                                                                   | ゲーム『ウマ娘 プリティーダービー』関連曲                              |
| 5月16日  | ウマ娘 プリティーダービー STARTING GATE 11                                                     | ナリタタイシン（渡部恵子） | 「感情ノ黎明」                                                                                    | ゲーム『ウマ娘 プリティーダービー』関連曲                              |
| 6月1日   | THE IDOLM@STER LIVE THE@TER SOLO COLLECTION 06 フェアリースターズ                              | 周防桃子（渡部恵子） | 「HOME, SWEET FRIENDSHIP」                                                                        | ゲーム『アイドルマスター ミリオンライブ！』関連曲                      |
| 8月29日  | THE IDOLM@STER MILLION THE@TER GENERATION 11 UNION!!                                           | 765 MILLION ALLSTARS | 「UNION!!」 「Welcome!!」                                                                         | ゲーム『アイドルマスター ミリオンライブ！ シアターデイズ』関連曲       |
| 11月28日 | THE IDOLM@STER THE@TER BOOST 03                                                                | 田中琴葉（種田梨沙）、周防桃子（渡部恵子）、馬場このみ（高橋未奈美）、真壁瑞希（阿部里果）、白石紬（南早紀） | 「ラスト・アクトレス」 「DIAMOND DAYS」                                                           | ゲーム『アイドルマスター ミリオンライブ！ シアターデイズ』関連曲       |
| 2019年   |                                                                                                | |                                                                                                   |                                                                        |
| 3月27日  | THE IDOLM@STER MILLION THE@TER GENERATION 15 Jelly PoP Beans                                   | Jelly PoP Beans | 「月曜日のクリームソーダ」 「I did+I will」                                                       | ゲーム『アイドルマスター ミリオンライブ！ シアターデイズ』関連曲       |
| 4月26日  | THE IDOLM@STER THE@TER SOLO COLLECTION 07 FAIRY STARS                                          | 周防桃子（渡部恵子） | 「永遠の花」                                                                                      | ゲーム『アイドルマスター ミリオンライブ！』関連曲                      |
| 7月24日  | THE IDOLM@STER MILLION THE@TER WAVE 01 Flyers!!!                                               | 765 MILLION ALLSTARS | 「Flyers!!!」                                                                                     | ゲーム『アイドルマスター ミリオンライブ！ シアターデイズ』関連曲       |
| 10月30日 | THE IDOLM@STER THE@TER CHALLENGE 01                                                            | 箱崎星梨花（麻倉もも）、周防桃子（渡部恵子）、徳川まつり（諏訪彩花）、我那覇響（沼倉愛美）、永吉昴（斉藤佑圭） | 「Girl meets Wonder」 「DIAMOND DAYS」                                                            | ゲーム『アイドルマスター ミリオンライブ！ シアターデイズ』関連曲       |
| 2020年   |                                                                                                | |                                                                                                   |                                                                        |
| 8月26日  | THE IDOLM@STER MILLION THE@TER WAVE 10 Glow Map                                                | 765 MILLION ALLSTARS | 「Glow Map」                                                                                      | ゲーム『アイドルマスター ミリオンライブ！ シアターデイズ』関連曲       |
| 2021年   |                                                                                                | |                                                                                                   |                                                                        |
| 1月27日  | THE IDOLM@STER MILLION THE@TER WAVE 13 TIntMe!                                                 | TIntMe! | 「Arrive You 〜それが運命でも〜」 「ライラックに包まれて」                                        | ゲーム『アイドルマスター ミリオンライブ！ シアターデイズ』関連曲       |
| 3月31日  | ウマ娘 プリティーダービー ANIMATION DERBY Season 2 vol.3 Original Sound Track                  | ミホノブルボン（長谷川育美）、セイウンスカイ（鬼頭明里）、アグネスタキオン（上坂すみれ）、テイエムオペラオー（徳井青空）、エアシャカール（津田美波）、ゴールドシップ（上田瞳）、ナリタタイシン（渡部恵子） | 「Enjoy and Join」                                                                                | OVA『ウマ娘 プリティーダービー』エンディングテーマ                     |
| 3月31日  | ウマ娘 プリティーダービー ANIMATION DERBY Season 2 vol.3 Original Sound Track                  | スペシャルウィーク（和氣あず未）、サイレンススズカ（高野麻里佳）、トウカイテイオー（Machico）、ウオッカ（大橋彩香）、ダイワスカーレット（木村千咲）、ゴールドシップ（上田瞳）、メジロマックイーン（大西沙織）、シンボリルドルフ（田所あずさ）、ナイスネイチャ（前田佳織里）、ツインターボ（花井美春）、イクノディクタス（田澤茉純）、マチカネタンホイザ（遠野ひかる）、メジロパーマー（のぐちゆり）、ダイタクヘリオス（山根綺）、ミホノブルボン（長谷川育美）、ライスシャワー（石見舞菜香）、ビワハヤヒデ（近藤唯）、ナリタタイシン（渡部恵子）、ウイニングチケット （渡部優衣）、キタサンブラック（矢野妃菜喜）、サトノダイヤモンド（立花日菜）、マルゼンスキー（Lynn）、マヤノトップガン（星谷美緒）、ヒシアケボノ（松嵜麗）、エアグルーヴ（青木瑠璃子）、マチカネフクキタル（新田ひより）、メイショウドトウ（和多田美咲）、セイウンスカイ（鬼頭明里）、グラスワンダー（前田玲奈）、エルコンドルパサー（髙橋ミナミ）、サクラバクシンオー（三澤紗千香）、メジロライアン（土師亜文）、メジロドーベル（久保田ひかり）、ナリタブライアン（衣川里佳） | 「うまぴょい伝説（TV Size）」                                                                     | テレビアニメ『ウマ娘 プリティーダービー Season 2』エンディングテーマ   |
| 5月22日  | THE IDOLM@STER LIVE THE@TER SOLO COLLECTION 08 Fairy Stars                                     | 周防桃子（渡部恵子） | 「ラスト・アクトレス」                                                                            | ゲーム『アイドルマスター ミリオンライブ！ シアターデイズ』関連曲       |
| 7月28日  | THE IDOLM@STER MILLION THE@TER SEASON Harmony 4 You                                            | 765 MILLION ALLSTARS | 「Harmony 4 You」                                                                                 | ゲーム『アイドルマスター ミリオンライブ！ シアターデイズ』関連曲       |
| 7月28日  | THE IDOLM@STER MILLION THE@TER SEASON Harmony 4 You                                            | フェアリースターズ | 「EVERYDAY STARS!!」                                                                              | ゲーム『アイドルマスター ミリオンライブ！ シアターデイズ』関連曲       |
| 8月25日  | THE IDOLM@STER MILLION LIVE! 聖ミリオン女学園                                                  | 白石紬（南早紀）、佐竹美奈子（大関英里）、所恵美（藤井ゆきよ）、周防桃子（渡部恵子） | 「花びらメモリーズ」                                                                              | ゲーム『アイドルマスター ミリオンライブ！ シアターデイズ』関連曲       |
| 9月22日  | ウマ娘 プリティーダービー WINNING LIVE 02                                                      | ビワハヤヒデ（近藤唯）、ウイニングチケット（渡部優衣）、ナリタタイシン（渡部恵子） | 「涙ひかって明日になれ！」                                                                        | ゲーム『ウマ娘 プリティーダービー』関連曲                              |
| 9月22日  | ウマ娘 プリティーダービー WINNING LIVE 02                                                      | ダイワスカーレット（木村千咲）、グラスワンダー（前田玲奈）、テイエムオペラオー（徳井青空）、ナリタブライアン（衣川里佳）、シンボリルドルフ（田所あずさ）、エアグルーヴ（青木瑠璃子）、ビワハヤヒデ（近藤唯）、マヤノトップガン（星谷美緒）、ミホノブルボン（長谷川育美）、ウイニングチケット（渡部優衣）、カワカミプリンセス（高橋花林）、スイープトウショウ（杉浦しおり）、ナリタタイシン（渡部恵子）、ニシノフラワー（河井晴菜）、メジロドーベル（久保田ひかり） | 「うまぴょい伝説」                                                                                | ゲーム『ウマ娘 プリティーダービー』関連曲                              |
| 10月27日 | THE IDOLM@STER MILLION THE@TER SEASON BRIGHT DIAMOND                                           | 水瀬伊織（釘宮理恵）、宮尾美也（桐谷蝶々）、春日未来（山崎はるか）、桜守歌織（香里有佐）、周防桃子（渡部恵子） | 「シークレットジュエル 〜魅惑の金剛石〜」                                                         | ゲーム『アイドルマスター ミリオンライブ！ シアターデイズ』関連曲       |
| 10月27日 | THE IDOLM@STER MILLION THE@TER SEASON BRIGHT DIAMOND                                           | BRIGHT DIAMOND | 「ダイヤモンド・クラリティ」 「Harmony 4 You」                                                    | ゲーム『アイドルマスター ミリオンライブ！ シアターデイズ』関連曲       |
| 2022年   |                                                                                                | |                                                                                                   |                                                                        |
| 1月27日  | アイドルマスター ミリオンライブ！ Blooming Clover 第10巻限定版 オリジナルCD                    | 矢吹可奈（木戸衣吹）、福田のり子（浜崎奈々）、周防桃子（渡部恵子） | 「Happy!」                                                                                        | 漫画『アイドルマスター ミリオンライブ！ Blooming Clover』関連曲        |
| 2月12日  | THE IDOLM@STER LIVE THE@TER SOLO COLLECTION 09 Fairy Stars                                     | 周防桃子（渡部恵子） | 「Arrive You 〜それが運命でも〜」                                                                 | ゲーム『アイドルマスター ミリオンライブ！ シアターデイズ』関連曲       |
| 2月22日  | ウマ娘 プリティーダービー Solo Vocal Tracks Vol.3 -4th EVENT SPECIAL DREAMERS!!-               | ナリタタイシン（渡部恵子） | 「涙ひかって明日になれ！（Game Size）」                                                           | ゲーム『ウマ娘 プリティーダービー』関連曲                              |
| 6月27日  | アイドルマスター ミリオンライブ！ Blooming Clover 第11巻限定版 オリジナルCD                    | 周防桃子（渡部恵子）、福田のり子（浜崎奈々）、望月杏奈（夏川椎菜） | 「my song」                                                                                       | 漫画『アイドルマスター ミリオンライブ！ Blooming Clover』関連曲        |
| 7月27日  | THE IDOLM@STER MILLION THE@TER SEASON 夢にかけるRainbow                                        | 765 MILLION ALLSTARS | 「夢にかけるRainbow」                                                                             | ゲーム『アイドルマスター ミリオンライブ！ シアターデイズ』関連曲       |
| 7月27日  | THE IDOLM@STER MILLION THE@TER SEASON 夢にかけるRainbow                                        | フェアリースターズ | 「夢にかけるRainbow」                                                                             | ゲーム『アイドルマスター ミリオンライブ！ シアターデイズ』関連曲       |
| 10月4日  | ウマ娘 プリティーダービー Solo Vocal Tracks Vol.5 －4th EVENT SPECIAL DREAMERS!! EXTRA STAGE－ | ナリタタイシン（渡部恵子） | 「We are DREAMERS!!（Game Size）」                                                                | ゲーム『ウマ娘 プリティーダービー』関連曲                              |
| 11月30日 | THE IDOLM@STER MILLION LIVE! M@STER SPARKLE2 10                                                | 周防桃子（渡部恵子） | 「リーチ・アップ・ステップ！」                                                                    | ゲーム『アイドルマスター ミリオンライブ！ シアターデイズ』関連曲       |
| 12月14日 | THE IDOLM@STER MILLION THE@TER VARIETY 02                                                      | 765 MILLION ALLSTARS | 「Brand New Theater! 〜Brand New Year Ver.〜」                                                    | ゲーム『アイドルマスター ミリオンライブ！ シアターデイズ』関連曲       |
| 2023年   |                                                                                                | |                                                                                                   |                                                                        |
| 1月14日  | THE IDOLM@STER LIVE THE@TER SOLO COLLECTION 11 Fairy Stars                                     | 周防桃子（渡部恵子） | 「侠気乱舞」                                                                                      | ゲーム『アイドルマスター ミリオンライブ！』関連曲                      |
| 2月22日  | THE IDOLM@STER MILLION THE@TER SEASON FINAL                                                    | 田中琴葉（種田梨沙）、ロコ（中村温姫）、周防桃子（渡部恵子）、二階堂千鶴（野村香菜子）、宮尾美也（桐谷蝶々） | 「サウンド・オブ・ビギニング」                                                                    | ゲーム『アイドルマスター ミリオンライブ！ シアターデイズ』関連曲       |
| 3月23日  | THE IDOLM@STER 765 MILLION ALLSTARS BEST                                                       | 765 MILLION ALLSTARS | 「Thank You!（765 MILLION ALLSTARS ver.）」 「夢にかけるRainbow（Brand New Ver.）」 「Crossing!」 | ゲーム『アイドルマスター ミリオンライブ！ シアターデイズ』関連曲       |
| 3月23日  | THE IDOLM@STER LIVE THE@TER BEST                                                               | Starlight Melody | 「Starry Melody（Brand New Ver.）」                                                               | ゲーム『アイドルマスター ミリオンライブ！ シアターデイズ』関連曲       |
| 3月29日  | アニメ『うまゆる』アルバム                                                                     | グラスワンダー（前田玲奈）、テイエムオペラオー（徳井青空）、ユキノビジン（山本希望）、ウイニングチケット（渡部優衣）、ナリタタイシン（渡部恵子） | 「うまゆるラップでプチョヘンザ」                                                                  | Webアニメ『うまゆる』劇中歌                                            |
| 3月29日  | アニメ『うまゆる』アルバム                                                                     | グラスワンダー（前田玲奈）、テイエムオペラオー（徳井青空）、ユキノビジン（山本希望）、ウイニングチケット（渡部優衣）、ナリタタイシン（渡部恵子） | 「#ウマRAP」                                                                                      | Webアニメ『うまゆる』エンディングテーマ                                |
| 3月29日  | アニメ『うまゆる』アルバム                                                                     | スペシャルウィーク（和氣あず未）、サイレンススズカ（高野麻里佳）、トウカイテイオー（Machico）、マルゼンスキー（Lynn）、オグリキャップ（高柳知葉）、ゴールドシップ（上田瞳）、ウオッカ（大橋彩香）、ダイワスカーレット（木村千咲）、グラスワンダー（前田玲奈）、メジロマックイーン（大西沙織）、エルコンドルパサー（髙橋ミナミ）、テイエムオペラオー（徳井青空）、シンボリルドルフ（田所あずさ）、エアグルーヴ（青木瑠璃子）、アグネスデジタル（鈴木みのり）、セイウンスカイ（鬼頭明里）、ファインモーション（橋本ちなみ）、マヤノトップガン（星谷美緒）、ユキノビジン（山本希望）、アグネスタキオン（上坂すみれ）、イナリワン（井上遥乃）、ウイニングチケット（渡部優衣）、エアシャカール（津田美波）、トーセンジョーダン（鈴木絵理）、ナカヤマフェスタ（下地紫野）、ナリタタイシン（渡部恵子）、ハルウララ（首藤志奈）、マチカネフクキタル（新田ひより）、メイショウドトウ（和多田美咲）、キングヘイロー（佐伯伊織）、マチカネタンホイザ（遠野ひかる）、ダイタクヘリオス（山根綺）、ツインターボ（花井美春）、シリウスシンボリ（ファイルーズあい）、ツルマルツヨシ（青山吉能）、シンボリクリスエス（春川芽生）、タニノギムレット（松岡美里）、ハッピーミーク（吉咲みゆ） | 「うまぴょい伝説（Game Size）」                                                                   | Webアニメ『うまゆる』エンディングテーマ                                |
| 4月22日  | THE IDOLM@STER LIVE THE@TER SOLO COLLECTION 12 Fairy Stars                                     | 周防桃子（渡部恵子） | 「月曜日のクリームソーダ」                                                                        | ゲーム『アイドルマスター ミリオンライブ！ シアターデイズ』関連曲       |
| 7月26日  | THE IDOLM@STER MILLION LIVE! グッドサイン                                                      | 765 MILLION ALLSTARS | 「グッドサイン」                                                                                  | ゲーム『アイドルマスター ミリオンライブ！ シアターデイズ』関連曲       |
| 7月26日  | THE IDOLM@STER MILLION LIVE! グッドサイン                                                      | フェアリースターズ | 「グッドサイン」                                                                                  | ゲーム『アイドルマスター ミリオンライブ！ シアターデイズ』関連曲       |
| 8月23日  | THE IDOLM@STER MILLION ANIMATION THE@TER『Rat A Tat!!!』                                       | MILLIONSTARS | 「Rat A Tat!!!」                                                                                  | テレビアニメ『アイドルマスター ミリオンライブ！』オープニングテーマ    |
| 8月23日  | THE IDOLM@STER MILLION ANIMATION THE@TER『Rat A Tat!!!』                                       | MILLIONSTARS | 「セブンカウント」                                                                                | テレビアニメ『アイドルマスター ミリオンライブ！』イメージソング        |
| 9月20日  | THE IDOLM@STER MILLION ANIMATION THE@TER MILLIONSTARS Team4th『catch my feeling』              | MILLIONSTARS Team4th | 「catch my feeling」                                                                              | テレビアニメ『アイドルマスター ミリオンライブ！』挿入歌                |
| 12月27日 | THE IDOLM@STER MILLION C@STING 01 解夏傀儡                                                     | 真壁瑞希（阿部里果）、馬場このみ（髙橋ミナミ）、四条貴音（原由実）、周防桃子（渡部恵子）、中谷育（原嶋あかり） | 「解夏傀儡」                                                                                      | ゲーム『アイドルマスター ミリオンライブ！ シアターデイズ』関連曲       |
| 2024年   |                                                                                                | |                                                                                                   |                                                                        |
| 2月21日  | THE IDOLM@STER MILLION ANIMATION THE@TER START THE DREAM                                       | MILLIONSTARS | 「REFRAIN REL@TION」 「Brand New Theater!」                                                       | テレビアニメ『アイドルマスター ミリオンライブ！』挿入歌                |
| 2月21日  | THE IDOLM@STER MILLION ANIMATION THE@TER START THE DREAM                                       | MILLIONSTARS | 「Thank You!（Acoustic ver.）」                                                                   | テレビアニメ『アイドルマスター ミリオンライブ！』挿入歌                |
| 2月23日  | アイドルマスター ミリオンライブ！ BD 特装版第2巻 特典CD                                        | MILLIONSTARS Team4th | 「Rat A Tat!!!」                                                                                  | テレビアニメ『アイドルマスター ミリオンライブ！』関連曲                |
| 2月24日  | THE IDOLM@STER LIVE THE@TER SOLO COLLECTION 「REFRAIN REL@TION」 Fairy Stars                   | 周防桃子（渡部恵子） | 「REFRAIN REL@TION」                                                                              | テレビアニメ『アイドルマスター ミリオンライブ！』関連曲                |
| 6月26日  | THE IDOLM@STER MILLION MOVEMENT OF STARDOM ROAD 01 アイドルステアウェイ                        | 周防桃子（渡部恵子）、高坂海美（上田麗奈）、徳川まつり（諏訪彩花）、豊川風花（末柄里恵） | 「アイドルステアウェイ」                                                                          | ゲーム『アイドルマスター ミリオンライブ！ シアターデイズ』関連曲       |
| 7⽉31⽇  | THE IDOLM@STER MILLION LIVE! 7Days A Week!!                                                    | 765 MILLION ALLSTARS | 「7Days A Week!!」 「DIAMOND DAYS」                                                               | ゲーム『アイドルマスター ミリオンライブ！ シアターデイズ』関連曲       |
| 7⽉31⽇  | THE IDOLM@STER MILLION LIVE! 7Days A Week!!                                                    | 真壁瑞希（阿部里果）、馬場このみ（高橋ミナミ）、四条貴音（原由実）、周防桃子（渡部恵子）、中谷育（原嶋あかり） | 「DIAMOND DAYS」                                                                                  | ゲーム『アイドルマスター ミリオンライブ！ シアターデイズ』関連曲       |
| 7⽉31⽇  | THE IDOLM@STER LIVE THE@TER SOLO COLLECTION 「DIAMOND DAYS」 FAIRY STARS                       | 周防桃子（渡部恵子） | 「DIAMOND DAYS」                                                                                  | ゲーム『アイドルマスター ミリオンライブ！ シアターデイズ』関連曲       |
| 12月11日 | ウマ娘 プリティーダービー WINNING LIVE 23                                                      | ビワハヤヒデ（近藤唯）、エアシャカール（津田美波）、ナリタタイシン（渡部恵子）、シンボリクリスエス（春川芽生）、タニノギムレット（松岡美里）、ST-2（シュガーライツ）（石川由依） | 「O - ロライズ」                                                                                  | ゲーム『ウマ娘 プリティーダービー』関連曲                              |
| 12月11日 | ウマ娘 プリティーダービー WINNING LIVE 23                                                      | ビワハヤヒデ（近藤唯）、エアシャカール（津田美波）、ナリタタイシン（渡部恵子）、フリオーソ（西連寺亜希）、トランセンド（塚田悠衣）、エスポワールシチー（亜咲花）、シンボリクリスエス（春川芽生）、タニノギムレット（松岡美里） | 「うまぴょい伝説」                                                                                | ゲーム『ウマ娘 プリティーダービー』関連曲                              |

### シリーズ一覧
1. ↑  第1期（2021年 - 2022年）、第2期『鉄錆の山の王』（2023年）

### ユニットメンバー
1. 1 2  天海春香（中村繪里子）、春日未来（山崎はるか）、如月千早（今井麻美）、木下ひなた（田村奈央）、四条貴音（原由実）、ジュリア（愛美）、高山紗代子（駒形友梨）、田中琴葉（種田梨沙）、天空橋朋花（小岩井ことり）、箱崎星梨花（麻倉もも）、松田亜利沙（村川梨衣）、三浦あずさ（たかはし智秋）、水瀬伊織（釘宮理恵）、最上静香（田所あずさ）、望月杏奈（夏川椎菜）、矢吹可奈（木戸衣吹）、エミリー スチュアート（郁原ゆう）、大神環（稲川英里）、我那覇響（沼倉愛美）、菊地真（平田宏美）、北上麗花（平山笑美）、高坂海美（上田麗奈）、佐竹美奈子（大関英里）、島原エレナ（角元明日香）、高槻やよい（仁後真耶子）、永吉昴（斉藤佑圭）、野々原茜（小笠原早紀）、馬場このみ（髙橋ミナミ）、福田のり子（浜崎奈々）、舞浜歩（戸田めぐみ）、真壁瑞希（阿部里果）、百瀬莉緒（山口立花子）、横山奈緒（渡部優衣）、秋月律子（若林直美）、伊吹翼（Machico）、北沢志保（雨宮天）、篠宮可憐（近藤唯）、周防桃子（渡部恵子）、徳川まつり（諏訪彩花）、所恵美（藤井ゆきよ）、豊川風花（末柄里恵）、中谷育（原嶋あかり）、七尾百合子（伊藤美来）、二階堂千鶴（野村香菜子）、萩原雪歩（浅倉杏美）、ロコ（中村温姫）、双海亜美 / 真美（下田麻美）、星井美希（長谷川明子）、宮尾美也（桐谷蝶々）
2. 1 2  春日未来（山崎はるか）、木下ひなた（田村奈央）、ジュリア（愛美）、高山紗代子（駒形友梨）、田中琴葉（種田梨沙）、天空橋朋花（小岩井ことり）、箱崎星梨花（麻倉もも）、松田亜利沙（村川梨衣）、最上静香（田所あずさ）、望月杏奈（夏川椎菜）、矢吹可奈（木戸衣吹）、エミリー スチュアート（郁原ゆう）、大神環（稲川英里）、北上麗花（平山笑美）、高坂海美（上田麗奈）、佐竹美奈子（大関英里）、島原エレナ（角元明日香）、永吉昴（斉藤佑圭）、野々原茜（小笠原早紀）、馬場このみ（髙橋ミナミ）、福田のり子（浜崎奈々）、舞浜歩（戸田めぐみ）、真壁瑞希（阿部里果）、百瀬莉緒（山口立花子）、横山奈緒（渡部優衣）、伊吹翼（Machico）、北沢志保（雨宮天）、篠宮可憐（近藤唯）、周防桃子（渡部恵子）、徳川まつり（諏訪彩花）、所恵美（藤井ゆきよ）、豊川風花（末柄里恵）、中谷育（原嶋あかり）、七尾百合子（伊藤美来）、二階堂千鶴（野村香菜子）、ロコ（中村温姫）、宮尾美也（桐谷蝶々）
3. ↑  天海春香（中村繪里子）、周防桃子（渡部恵子）、福田のり子（浜崎奈々）、松田亜利沙（村川梨衣）、横山奈緒（渡部優衣）
4. ↑  周防桃子（渡部恵子）、豊川風花（末柄里恵）、馬場このみ（高橋未奈美）
5. ↑  大神環（稲川英里）、春日未来（山崎はるか）、北沢志保（雨宮天）、高坂海美（上田麗奈）、周防桃子（渡部恵子）、徳川まつり（諏訪彩花）、豊川風花（末柄里恵）、野々原茜（小笠原早紀）、箱崎星梨花（麻倉もも）、馬場このみ（高橋未奈美）、松田亜利沙（村川梨衣）、宮尾美也（桐谷蝶々）
6. ↑  天海春香（中村繪里子）、如月千早（今井麻美）、星井美希（長谷川明子）、萩原雪歩（浅倉杏美）、高槻やよい（仁後真耶子）、菊地真（平田宏美）、水瀬伊織（釘宮理恵）、四条貴音（原由実）、秋月律子（若林直美）、三浦あずさ（たかはし智秋）、双海亜美 / 真美（下田麻美）、我那覇響（沼倉愛美）、春日未来（山崎はるか）、最上静香（田所あずさ）、伊吹翼（Machico）、島原エレナ（角元明日香）、佐竹美奈子（大関英里）、所恵美（藤井ゆきよ）、徳川まつり（諏訪彩花）、箱崎星梨花（麻倉もも）、野々原茜（小笠原早紀）、望月杏奈（夏川椎菜）、ロコ（中村温姫）、七尾百合子（伊藤美来）、高山紗代子（駒形友梨）、松田亜利沙（村川梨衣）、高坂海美（上田麗奈）、中谷育（原嶋あかり）、天空橋朋花（小岩井ことり）、エミリー スチュアート（郁原ゆう）、北沢志保（雨宮天）、舞浜歩（戸田めぐみ）、木下ひなた（田村奈央）、矢吹可奈（木戸衣吹）、横山奈緒（渡部優衣）、二階堂千鶴（野村香菜子）、馬場このみ（髙橋ミナミ）、大神環（稲川英里）、豊川風花（末柄里恵）、宮尾美也（桐谷蝶々）、福田のり子（浜崎奈々）、真壁瑞希（阿部里果）、篠宮可憐（近藤唯）、百瀬莉緒（山口立花子）、永吉昴（斉藤佑圭）、北上麗花（平山笑美）、周防桃子（渡部恵子）、ジュリア（愛美）、白石紬（南早紀）、桜守歌織（香里有佐）
7. 1 2 3 4 5 6 7 8 9 10  天海春香（中村繪里子）、如月千早（今井麻美）、星井美希（長谷川明子）、萩原雪歩（浅倉杏美）、高槻やよい（仁後真耶子）、菊地真（平田宏美）、水瀬伊織（釘宮理恵）、四条貴音（原由実）、秋月律子（若林直美）、三浦あずさ（たかはし智秋）、双海亜美 / 真美（下田麻美）、我那覇響（沼倉愛美）、春日未来（山崎はるか）、最上静香（田所あずさ）、伊吹翼（Machico）、田中琴葉（種田梨沙）、島原エレナ（角元明日香）、佐竹美奈子（大関英里）、所恵美（藤井ゆきよ）、徳川まつり（諏訪彩花）、箱崎星梨花（麻倉もも）、野々原茜（小笠原早紀）、望月杏奈（夏川椎菜）、ロコ（中村温姫）、七尾百合子（伊藤美来）、高山紗代子（駒形友梨）、松田亜利沙（村川梨衣）、高坂海美（上田麗奈）、中谷育（原嶋あかり）、天空橋朋花（小岩井ことり）、エミリー スチュアート（郁原ゆう）、北沢志保（雨宮天）、舞浜歩（戸田めぐみ）、木下ひなた（田村奈央）、矢吹可奈（木戸衣吹）、横山奈緒（渡部優衣）、二階堂千鶴（野村香菜子）、馬場このみ（髙橋ミナミ）、大神環（稲川英里）、豊川風花（末柄里恵）、宮尾美也（桐谷蝶々）、福田のり子（浜崎奈々）、真壁瑞希（阿部里果）、篠宮可憐（近藤唯）、百瀬莉緒（山口立花子）、永吉昴（斉藤佑圭）、北上麗花（平山笑美）、周防桃子（渡部恵子）、ジュリア（愛美）、白石紬（南早紀）、桜守歌織（香里有佐）
8. 1 2  如月千早（今井麻美）、秋月律子（若林直美）、四条貴音（原由実）、水瀬伊織（釘宮理恵）、最上静香（田所あずさ）、北沢志保（雨宮天）、ジュリア（愛美）、白石紬（南早紀）、周防桃子（渡部恵子）、天空橋朋花（小岩井ことり）、所恵美（藤井ゆきよ）、永吉昴（斉藤佑圭）、二階堂千鶴（野村香菜子）、舞浜歩（戸田めぐみ）、真壁瑞希（阿部里果）、百瀬莉緒（山口立花子）、ロコ（中村温姫）
9. ↑  ロコ（中村温姫）、舞浜歩（戸田めぐみ）、永吉昴（斉藤佑圭）、周防桃子（渡部恵子）
10. ↑  大神環（稲川英里）、中谷育（原嶋あかり）、周防桃子（渡部恵子）
11. 1 2  最上静香（田所あずさ）、北沢志保（雨宮天）、ジュリア（愛美）、白石紬（南早紀）、周防桃子（渡部恵子）、天空橋朋花（小岩井ことり）、所恵美（藤井ゆきよ）、永吉昴（斉藤佑圭）、二階堂千鶴（野村香菜子）、舞浜歩（戸田めぐみ）、真壁瑞希（阿部里果）、百瀬莉緒（山口立花子）、ロコ（中村温姫）
12. ↑  桜守歌織（香里有佐）、四条貴音（原由実）、伊吹翼（Machico）、春日未来（山崎はるか）、周防桃子（渡部恵子）、田中琴葉（種田梨沙）、徳川まつり（諏訪彩花）、所恵美（藤井ゆきよ）、萩原雪歩（浅倉杏美）、双海真美（下田麻美）、水瀬伊織（釘宮理恵）、宮尾美也（桐谷蝶々）、百瀬莉緒（山口立花子）
13. ↑  天海春香（中村繪里子）、如月千早（今井麻美）、星井美希（長谷川明子）、萩原雪歩（浅倉杏美）、高槻やよい（仁後真耶子）、菊地真（平田宏美）、水瀬伊織（釘宮理恵）、四条貴音（原由実）、秋月律子（若林直美）、三浦あずさ（たかはし智秋）、双海亜美 / 真美（下田麻美）、我那覇響（沼倉愛美）、春日未来（山崎はるか）、最上静香（田所あずさ）、伊吹翼（Machico）、田中琴葉（種田梨沙）、島原エレナ（角元明日香）、佐竹美奈子（大関英里）、所恵美（藤井ゆきよ）、徳川まつり（諏訪彩花）、箱崎星梨花（麻倉もも）、野々原茜（小笠原早紀）、望月杏奈（夏川椎菜）、ロコ（中村温姫）、七尾百合子（伊藤美来）、高山紗代子（駒形友梨）、松田亜利沙（村川梨衣）、高坂海美（上田麗奈）、中谷育（原嶋あかり）、天空橋朋花（小岩井ことり）、エミリー スチュアート（郁原ゆう）、北沢志保（雨宮天）、舞浜歩（戸田めぐみ）、矢吹可奈（木戸衣吹）、横山奈緒（渡部優衣）、二階堂千鶴（野村香菜子）、馬場このみ（髙橋ミナミ）、大神環（稲川英里）、豊川風花（末柄里恵）、宮尾美也（桐谷蝶々）、福田のり子（浜崎奈々）、真壁瑞希（阿部里果）、篠宮可憐（近藤唯）、百瀬莉緒（山口立花子）、永吉昴（斉藤佑圭）、北上麗花（平山笑美）、周防桃子（渡部恵子）、ジュリア（愛美）、白石紬（南早紀）、桜守歌織（香里有佐）
14. ↑  大神環（稲川英里）、春日未来（山崎はるか）、北沢志保（雨宮天）、高坂海美（上田麗奈）、周防桃子（渡部恵子）、徳川まつり（諏訪彩花）、豊川風花（末柄里恵）、野々原茜（小笠原早紀）、箱崎星梨花（麻倉もも）、馬場このみ（高橋未奈美）、松田亜利沙（村川梨衣）、宮尾美也（桐谷蝶々）、田中琴葉（種田梨沙）
15. 1 2  春日未来（山崎はるか）、最上静香（田所あずさ）、伊吹翼（Machico）、田中琴葉（種田梨沙）、島原エレナ（角元明日香）、佐竹美奈子（大関英里）、所恵美（藤井ゆきよ）、徳川まつり（諏訪彩花）、箱崎星梨花（麻倉もも）、野々原茜（小笠原早紀）、望月杏奈（夏川椎菜）、ロコ（中村温姫）、七尾百合子（伊藤美来）、高山紗代子（駒形友梨）、松田亜利沙（村川梨衣）、高坂海美（上田麗奈）、中谷育（原嶋あかり）、天空橋朋花（小岩井ことり）、エミリー スチュアート（郁原ゆう）、北沢志保（雨宮天）、舞浜歩（戸田めぐみ）、木下ひなた（田村奈央）、矢吹可奈（木戸衣吹）、横山奈緒（渡部優衣）、二階堂千鶴（野村香菜子）、馬場このみ（髙橋ミナミ）、大神環（稲川英里）、豊川風花（末柄里恵）、宮尾美也（桐谷蝶々）、福田のり子（浜崎奈々）、真壁瑞希（阿部里果）、篠宮可憐（近藤唯）、百瀬莉緒（山口立花子）、永吉昴（斉藤佑圭）、北上麗花（平山笑美）、周防桃子（渡部恵子）、ジュリア（愛美）、白石紬（南早紀）、桜守歌織（香里有佐）
16. 1 2  馬場このみ（髙橋ミナミ）、周防桃子（渡部恵子）、二階堂千鶴（野村香菜子）、松田亜利沙（村川梨衣）、横山奈緒（渡部優衣）、ロコ（中村温姫）